# アーザルバーイジャーン
アーザルバーイジャーン（ペルシア語: آذربایجان, ペルシア語ラテン翻字: Āzarbāijān、南アゼルバイジャン語: گونئی آزربایجان、アゼルバイジャン語: Günéy Azerbaycan）は、イラン北西部の、アゼルバイジャン・トルコなどに隣接した国境地域である。イラニアン・アゼルバイジャン (Iranian Azerbaijan)、イラン領アゼルバイジャン (同)、ペルシアン・アゼルバイジャン (Persian Azerbaijan) とも。
「アゼルバイジャン地域」（広義のアゼルバイジャン）の南部に当たり、「アーザルバーイジャーン」は、「アゼルバイジャン」のペルシャ語形である。ただしイランでは通常、単に「アーザルバーイジャーン」と言えば自国のこの地域のことで、隣国のことは「アーザルバーイジャーン共和国」と呼ぶ。

## 歴史
キャスラヴィの『アーザリー』によれば、元来はイラン系住民が住んでいた。
イスラム帝国に征服されたのち、11世紀から15世紀にかけトルコ化するが、イランの言語・文化的影響も強く受ける。
タリシュ・ハン国（1747年-1813年）
1813年、アゼルバイジャンのゴレスターン（現在のギュリスターン）においてロシアとカージャール朝のイランによって締結されたゴレスターン条約によって敗北したカージャール朝イランは、アラス川以北のアゼルバイジャン地方をロシアに割譲し、グルジアに対する主権を放棄した。
1828年のトルコマーンチャーイ条約で、ロシア帝国とガージャール朝ペルシャの国境が確定し、この地域はペルシャ領となった。
1945年12月には、ソビエト連邦の支援のもとにアゼルバイジャン国民政府が発足した。
1979年のイラン革命後、ソ連の影響力が増したことにより、アゼルバイジャン人の民族主義と自治要求が活発になった。
1993年、ムギャーン平野でタリシュ・ムギャーン自治共和国が短期間独立した。

## 住民

### アゼリ人
イラン最大の少数民族でありアゼルバイジャンの主要民族でもある。
彼らはトルコ系のアゼリ語を話すことで、イラン系のペルシャ語を話す多数派のペルシャ人と区別される。ただし、彼らの宗教はイランでは多数派のイスラム教シーア派であり、宗教的な対立要因はない。
一部の少数派グループは、イランからの独立とアゼルバイジャンとの統合を訴えている。イラン当局はこの種の運動を汎トルコ主義の一種とみなしている。

### タリシュ人
タリシュ人も民族問題を抱えている。1993年のタリシュ・ムギャーン自治共和国独立を主導。

### クルド人
西部にはクルド人が住み、クルディスタンと部分的に重なる。

### その他の民族
歴史的には古代アルメニアに属し、アルメニア人修道院建造物群などアルメニア人の歴史的建造物も残るが、現在の住民は多くない。

## 行政
西アーザルバーイジャーン州、東アーザルバーイジャーン州、アルダビール州、ザンジャーン州の4つの州に分かれる。

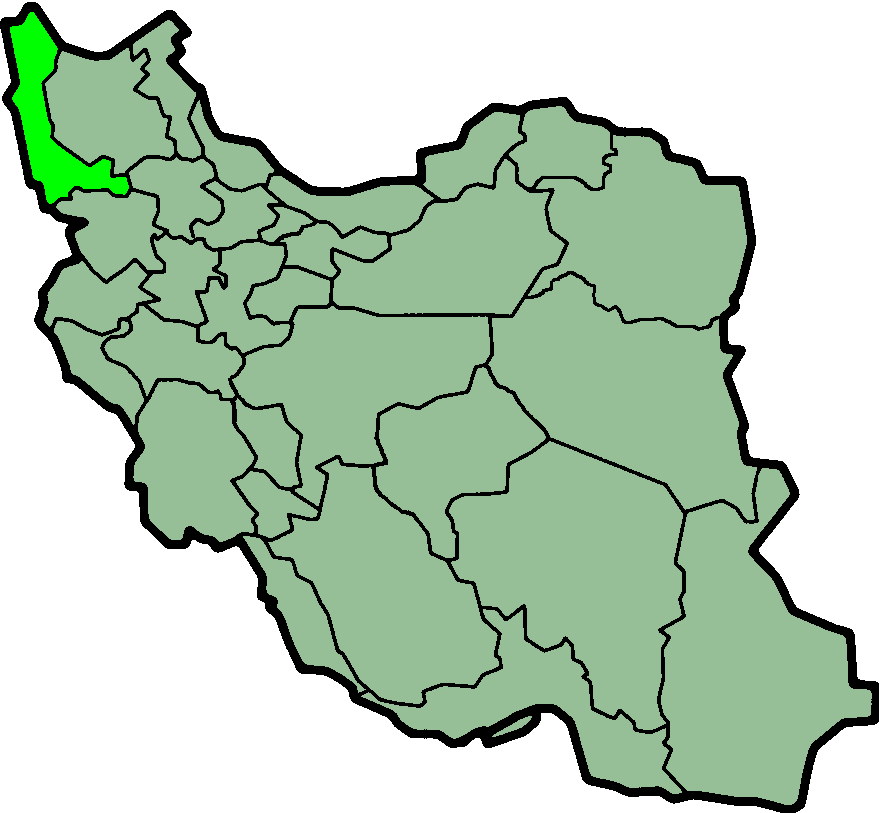
西アーザルバーイジャーン州
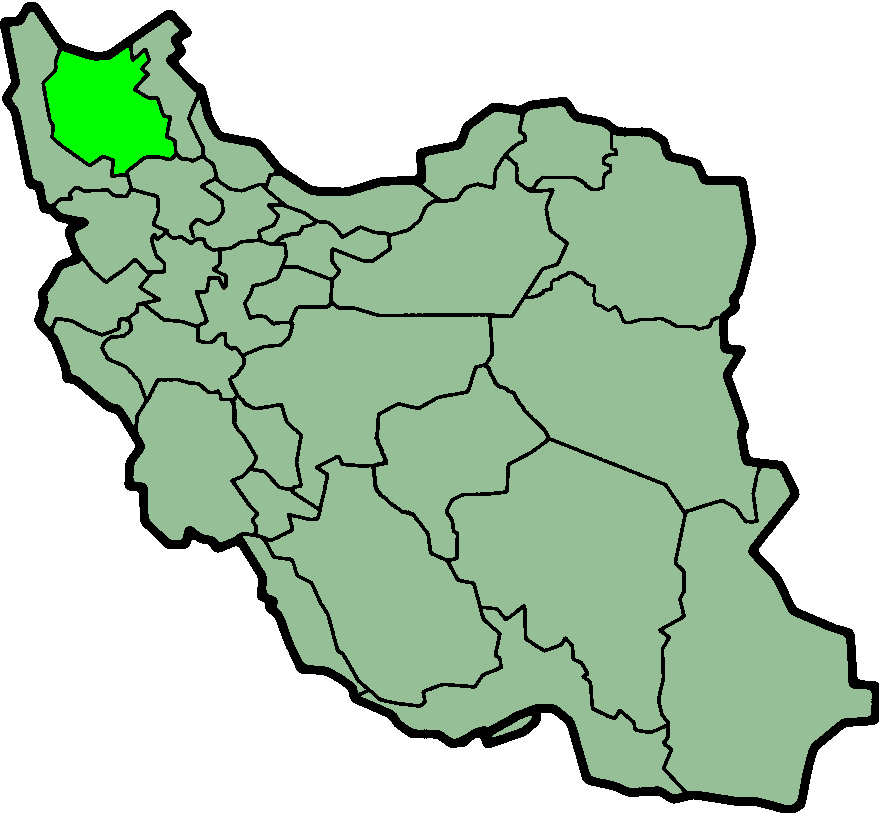
東アーザルバーイジャーン州
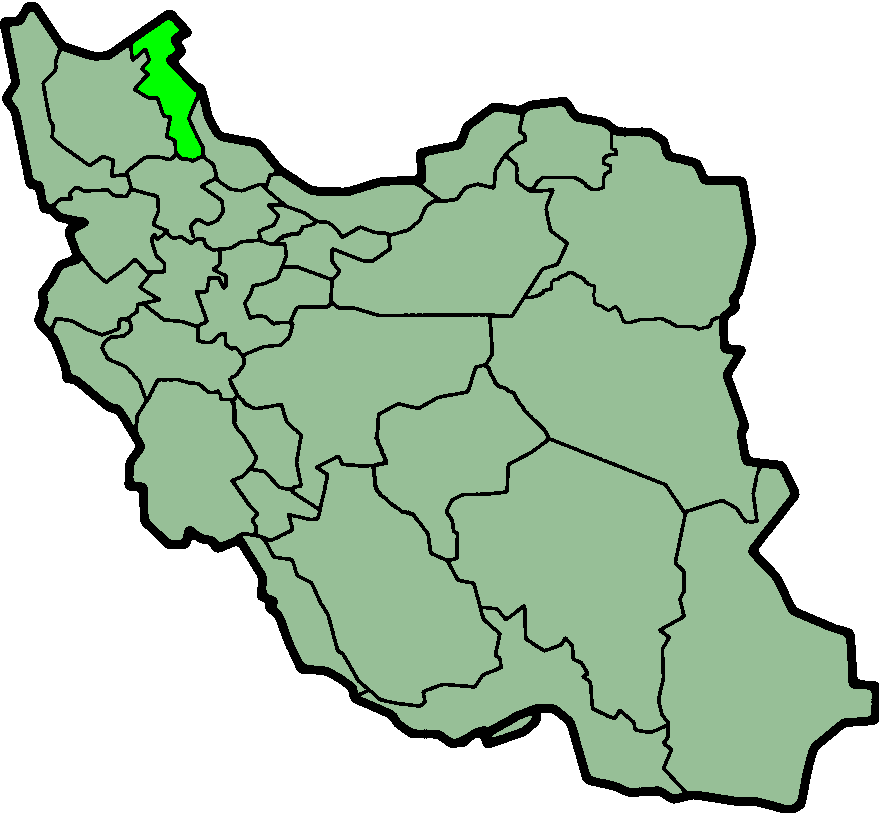
アルダビール州
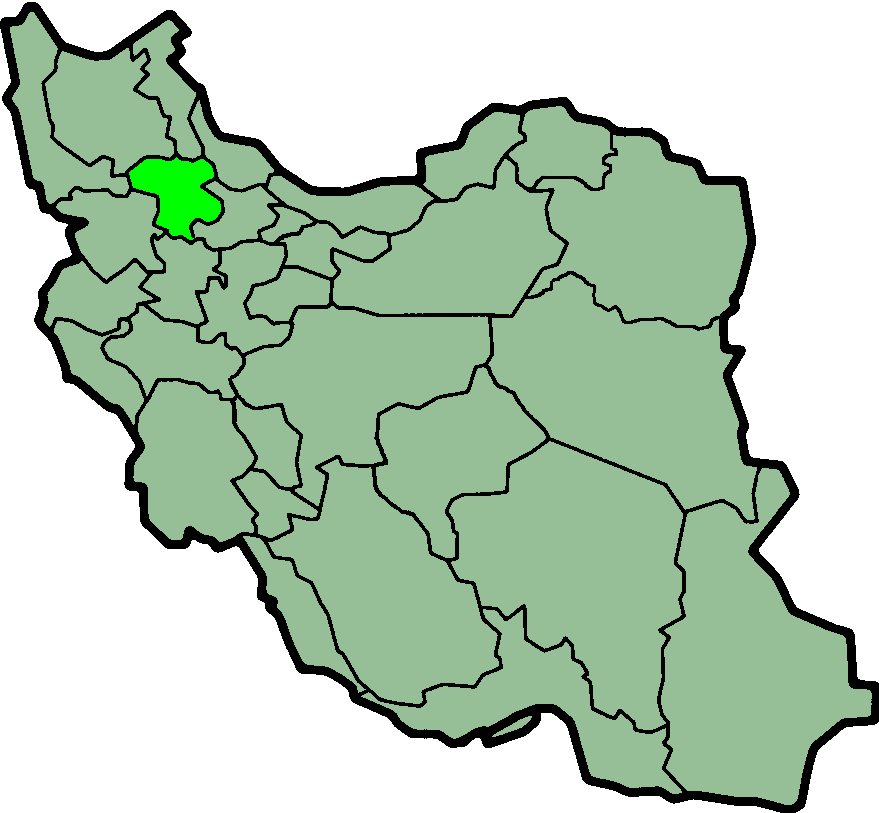
ザンジャーン州